# Salviae
Salviae, tribus biljaka iz porodice usnača, dio je potporodice Nepetoideae. Sastoji se od dva podtribusa.

## Podtribusi i rodovi
1. Subtribus Salviinae Endl.
  1. Salvia L. (1016 spp.)
2. Subtribus Hyptidinae Endl.
  1. Leptohyptis Harley & J. F. B. Pastore (5 spp.)
  2. Oocephalus (Benth.) Harley & J. F. B. Pastore (22 spp.)
  3. Medusantha Harley & J. F. B. Pastore (8 spp.)
  4. Martianthus Harley & J. F. B. Pastore (4 spp.)
  5. Gymneia (Benth.) Harley & J. F. B. Pastore (7 spp.)
  6. Rhaphiodon Schauer (1 sp.)
  7. Physominthe Harley & J. F. B. Pastore (2 spp.)
  8. Hyptidendron Harley (22 spp.)
  9. Condea Adans. (29 spp.)
  10. Mesosphaerum P. Browne (24 spp.)
  11. Eriopidion Harley (1 sp.)
  12. Eriope Humb. & Bonpl. ex Benth. (32 spp.)
  13. Hypenia (Mart. ex Benth.) Harley (26 spp.)
  14. Asterohyptis Epling (4 spp.)
  15. Marsypianthes Mart. ex Benth. (7 spp.)
  16. Eplingiella Harley & J. F. B. Pastore (4 spp.)
  17. Cyanocephalus (Pohl ex Benth.) Harley & J. F. B. Pastore (27 spp.)
  18. Cantinoa Harley & J. F. B. Pastore (26 spp.)
  19. Hyptis Jacq. (168 spp.)